# Chart recorder
Een chart recorder is een elektromechanisch apparaat waarmee een bepaalde waarde wordt gemeten en opgeslagen op een stuk papier (de "chart", oftewel de grafiek). Dit stuk papier kan een strook zijn (het apparaat wordt dan wel strip chart recorder genoemd), of ook een cirkel zoals bij een tachograaf.
In het Nederlands bestaan voor dit apparaat ook wel de termen grafische schrijver, papierbandrecorder en tijdvolgordeschrijver, maar de Engelse naam chart recorder wordt veruit het meest gebruikt. Een chart recorder kan verschillende waarden laten zien door het gebruik van meerdere kleuren pennen, zoals ook gebeurt bij een polygraaf.
In veruit de meeste gevallen zijn chart recorders nu vervangen door elektronische dataloggers. Ze worden echter nog wel vaak gebruikt bij het transport van goederen van en naar ontwikkelingslanden, of bij andere toepassingen waarbij geen gebruik kan worden gemaakt van een computer om dataloggers uit te lezen.